# Gan Hosoya
Gan Hosoya (japanisch 細谷 巖 Hosoya Gan; * 2. September 1935 in Kobuchi,  Präfektur Kanagawa, heute Sagamihara) ist ein japanischer Artdirector und Grafikdesigner. Er prägte die Werbegrafik in Japan seit den 1950er Jahren und wurde bekannt für die Gestaltung von Anzeigen und Plakaten unter Verwendung von Fotografien.

## Leben
Er studierte unter Marui Kingei an der Technischen Hochschule Kanagawa in Yokohama. Im Alter von 19 Jahren beendete er 1954 sein Studium. Im selben Jahr trat er in die 1951 gegründete und auf Fotografie spezialisierte Pionieragentur für japanische Werbung „Light Publicity“ ein, deren Präsident er 1975 wurde. Er war Präsident des Art Directors Clubs in Tokyo. 
In seiner aktiven Zeit arbeitete er eng mit dem Werbetexter Shō Akiyama zusammen. Für seine Arbeiten wurde er mehrfach vom Japan Advertising Artists Club (JAAC) ausgezeichnet und gewann den Mainichi Designpreis. Unter anderem machte er Werbung für Kewpie Mayonnaise und Sapporo Beer, war am Produktdesign von Pocari Sweat und CalorieMate beteiligt und designte ein Plakat für die Olympischen Winterspiele 1972. Er war einer der Designer, die 1965 in der von Masaru Katsumi kuratierten Ausstellung „Persona“ gezeigt wurden. Nachdem Seibu Tetsudō die Saitama Seibu Lions gekauft hatte, war er 1979 für deren Design verantwortlich.
Gan Hosoya wurde 2001 mit der japanischen Ehrenmedaille am violetten Band und 2014 mit dem kleinen Orden der Aufgehenden Sonne mit Rosette ausgezeichnet.